# Andrijevica
Andrijevica (Cirílico: Андријевица) é uma cidade de Montenegro, capital do município de Andrijevica. Sua população é de 1.073 habitantes (censo de 2003).

## Demografia
- População:
  - 3 de março de 1981 - 941
  - 3 de março de 1991 - 923
  - 1 de novembro de 2003 - 1.073

- Grupos étnicos (censo de 2003):
  - Sérvios (69.61%)
  - Montenegrinos (25.13%)